# OK Luka Koper
OK Luka Koper est un club slovène de volley-ball fondé en 1972 et basé à Koper, évoluant pour la saison 2020-2021 en 1. DOL ženske.

## Palmarès
- Championnat de Slovénie
  - Vainqueur : 1997.
  - Finaliste : 2000, 2001.
- Coupe de Slovénie
  - Vainqueur : 1997.
  - Finaliste : 1995, 1998, 1999, 2015.

## Effectifs

### Saison 2020-2021
| No                         | Nom                        | Date de naissance          | Taille                         | Poids                          | Poste                          |
| -------------------------- | -------------------------- | -------------------------- | ------------------------------ | ------------------------------ | ------------------------------ |
| 1                          | Pia Primik                 | 29 juillet 2002            | 175                            |                                | Attaquante                     |
| 2                          | Nina Đukić                 | 2 août 1998                | 187                            |                                | Centrale                       |
| 4                          | Ana Kladnik                | 13 août 2000               | 178                            |                                | Réceptionneuse-attaquante      |
| 5                          | Taia Debernardi            | 20 août 2001               | 170                            |                                | Libero                         |
| 6                          | Vanesa Suljić              | 20 décembre 2001           | 183                            |                                | Centrale                       |
| 7                          | Dajana Lucas               | 26 mars 1994               | 177                            | 67                             | Attaquante                     |
| 9                          | Teja Kolbl                 | 30 mars 1994               | 176                            | 61                             | Réceptionneuse-attaquante      |
| 10                         | Urša Uršič                 | 17 mars 2000               | 184                            | 61                             | Centrale                       |
| 12                         | Neja Širol                 | 20 novembre 2002           | 175                            |                                | Réceptionneuse-attaquante      |
| 13                         | Nadja Simčič               | 27 février 1999            | 165                            |                                | Libero                         |
| 15                         | Višnja Šiljić              | 9 juin 2000                | 178                            |                                | Passeuse                       |
| 16                         | Lana Pavlovič              | 20 septembre 2002          | 178                            |                                | Passeuse                       |
| 17                         | Tina Kaker                 | 24 août 1993               | 186                            | 70                             | Centrale                       |
|                            |                            |                            |                                |                                |                                |
| Encadrement technique      | Encadrement technique      |                            | Légende                        | Légende                        | Légende                        |
| Entraîneur : Dragan Grmača | Entraîneur : Dragan Grmača | Entraîneur : Dragan Grmača | : Capitaine                    | : Capitaine                    | : Capitaine                    |
| Entraîneur(s) adjoint(s) : | Entraîneur(s) adjoint(s) : | Entraîneur(s) adjoint(s) : | : Joueuse blessée actuellement | : Joueuse blessée actuellement | : Joueuse blessée actuellement |